# Казе Нерво (Тревизо)
Казе Нерво је насеље у Италији у округу Тревизо, региону Венето.
Према процени из 2011. године у насељу је живело 27 становника. Насеље се налази на надморској висини од 80 метара.